# کیسه هوایی
کیسه هوایی یا آلوئول تنفسی (به انگلیسی: alveolus) انتهایی‌ترین بخش نای و بخشی از پارانشیم شش است. کیسه هوایی در واقع محل اصلی مبادله گازهای هوای تنفسی با گازهای خون است و تنها در پستانداران وجود دارد. این کیسه‌های هوایی در انتها یا در طول نایژک‌ها مبادله ای قرار دارند.
بخش اصلی مبادله گازها در این بخش رخ می‌دهد.

## آناتومی
آلوئول‌ها دارای کلاژن و فیبرهای الاستیک هستند. فیبرهای الاستیک اجازه می‌دهند آلوئول‌ها در زمان دم تنفسی با افزایش سطح با هوای اکسیژن‌دار پُرشده و سپس در هنگام بازدم تنفسی، جمع شده و دی‌اکسیدکربن مبادله شده به بیرون رانده شود.
هردو ریه انسان روی‌هم دارای نزدیک به سیصد میلیون آلوئول بوده، که در مجموع سطحی برابر صدوچهل متر مربع دارند. هفتاد درصد هر گویچه از مویرگ‌ها پوشیده شده و قطر هر آلوئول در انسان بالغ به‌طور متوسط دویست میکرومتر است که در هنگام دم تنفسی افزایش می‌یابد.
غشای بین آلوئول‌ها و مجرای مویرگ‌های ریه یا غشای آلوئولی، تنها ۰/۴ تا ۲ میکرومتر ضخامت دارد.>آلوئول در لایه اپیتلیال و ماتریکس برون سلولی دربرگرفته شده‌است. در بعضی از دیواره‌های آلوئولی منافذی بین آلوئول‌ها وجود دارند که روزنهٔ کوهن نامیده می‌شوند و این کیسه‌ها از اهمیت زیادی برخوردار هستند.
ساختار آلوئول‌ها به شکل خوشه‌های انگور است که سطح تماس وسیعی (70-100 متر مربع در انسان بالغ) برای تبادل اکسیژن و دی‌اکسید کربن ایجاد می‌کند.

دیواره آلوئول‌ها از سلول‌های پنوموسیت نوع I (برای تبادل گاز) و نوع II (تولید سورفاکتانت) تشکیل شده است. ضخامت این دیواره تنها 0.2-0.5 میکرومتر است.
سورفاکتانت ریوی ماده‌ای لیپوپروتئینی است که توسط پنوموسیت‌های نوع II ترشح می‌شود و با کاهش کشش سطحی، از روی هم خوابیدن آلوئول‌ها جلوگیری می‌کند.
شبکه مویرگی وسیع آلوئول‌ها حاوی حدود 280 میلیارد مویرگ است که اگر پشت سر هم چیده شوند، طولی حدود 2400 کیلومتر خواهند داشت.

آلوئول‌ها در نوزادان نارس ممکن است به اندازه کافی سورفاکتانت تولید نکنند که منجر به سندرم زجر تنفسی نوزادان (RDS) می‌شود.

اندازه آلوئول‌ها در گونه‌های مختلف پستانداران متفاوت است. برای مثال، در موش‌ها قطر آلوئول‌ها حدود 50 میکرومتر و در انسان حدود 200-300 میکرومتر است.

آلوئول‌ها در طول عمر دائماً در حال بازسازی هستند. سلول‌های نوع I هر 2-3 هفته و سلول‌های نوع II هر 4-6 هفته تجدید می‌شوند.

بیماری آمفیزم باعث از بین رفتن دیواره‌های آلوئولی و تشکیل کیسه‌های هوایی بزرگ می‌شود که سطح تبادل گاز را به شدت کاهش می‌دهد.

آلوئول‌ها دارای ماکروفاژهای ویژه‌ای به نام ماکروفاژهای آلوئولی هستند که ذرات استنشاق شده و میکروارگانیسم‌ها را فاگوسیتوز می‌کنند.

دیواره آلوئول‌ها از لایه‌های سلولی بسیار نازک با ضخامت تنها 0.2-0.5 میکرومتر تشکیل شده‌اند که امکان انتشار سریع گازها را فراهم می‌کنند. این ضخامت فوق‌العاده کم، دیواره آلوئول‌ها را به یکی از نازک‌ترین سدهای بیولوژیکی در بدن انسان تبدیل کرده است.
مطالعات میکروسکوپ الکترونی نشان داده‌اند که این دیواره‌ها از سه لایه اصلی تشکیل شده‌اند: لایه اپیتلیال آلوئولی، غشای پایه و لایه اندوتلیال مویرگی. این سه لایه به صورت یک واحد عملکردی یکپارچه عمل می‌کنند.
تحقیقات منتشر شده در Journal of Cell Biology نشان می‌دهد که سلول‌های پوششی نوع I (پنوموسیت‌های نوع I) حدود 95% سطح آلوئول‌ها را می‌پوشانند و دارای سیتوپلاسم فوق‌العاده نازکی هستند که بهینه‌سازی تبادل گاز را ممکن می‌سازد.
این سلول‌های نوع I حاوی تعداد اندکی اندامک هستند تا از ایجاد مانع در مسیر انتشار گازها جلوگیری شود. میتوکندری‌ها و دستگاه گلژی در این سلول‌ها عمدتاً در ناحیه ضخیم‌تر اطراف هسته متمرکز شده‌اند.
غشای پایه آلوئول‌ها از کلاژن نوع IV، لامینین و سایر گلیکوپروتئین‌ها تشکیل شده است. این غشا نه تنها نقش ساختاری دارد، بلکه در سیگنالینگ سلولی و تمایز سلول‌های اپیتلیال نیز مشارکت می‌کند.
لایه اندوتلیال مویرگ‌های آلوئولی از سلول‌های بسیار نازکی تشکیل شده که دارای منافذ کوچکی به نام fenestrae هستند. این منافذ به مولکول‌های کوچک اجازه عبور می‌دهند اما مانع از خروج پروتئین‌های پلاسما می‌شوند.
فضای بینابینی بین لایه اپیتلیال و اندوتلیال حاوی فیبروبلاست‌ها، رشته‌های کلاژن و الاستین است. این ساختارها استحکام مکانیکی دیواره آلوئول‌ها را تأمین می‌کنند.
مطالعات نشان داده‌اند که نسبت سطح به حجم در آلوئول‌های انسانی حدود 300 cm²/cm³ است که این ویژگی، کارایی تبادل گاز را به شدت افزایش می‌دهد.
شبکه مویرگی اطراف آلوئول‌ها به صورت یک صفحه پیوسته عمل می‌کند که تقریباً 80-90% سطح آلوئول‌ها را می‌پوشاند. این ترتیب، فاصله انتشار گازها را به حداقل می‌رساند.
دیواره آلوئول‌ها در نقاطی که چند آلوئول به هم می‌رسند، ضخیم‌تر است و حاوی فیبروبلاست‌ها، ماکروفاژها و گاهی لنفوسیت‌ها می‌باشد. این مناطق به عنوان "دیواره‌های مشترک" شناخته می‌شوند.
رشته‌های الاستین در دیواره آلوئول‌ها به صورت شبکه‌ای سه‌بعدی سازماندهی شده‌اند که خاصیت ارتجاعی ریه را تأمین می‌کنند. با افزایش سن، این رشته‌ها دچار تغییرات دژنراتیو می‌شوند.
کلاژن نوع I و III حدود 60-70% از پروتئین‌های ساختاری دیواره آلوئول‌ها را تشکیل می‌دهند. این کلاژن‌ها عمدتاً در مناطق ضخیم‌تر دیواره متمرکز شده‌اند.
مطالعات ایمونوهیستوشیمی نشان داده‌اند که دیواره آلوئول‌ها حاوی مقادیر قابل توجهی از پروتئوگلیکان‌ها مانند پرلکان و دکورین هستند که در حفظ ساختار و عملکرد دیواره نقش دارند.
سلول‌های نوع I آلوئولی دارای اتصالات محکم (tight junctions) بین سلولی هستند که از نشت مایع به فضای آلوئولی جلوگیری می‌کنند. این اتصالات از پروتئین‌هایی مانند occludin و claudin تشکیل شده‌اند.
تحقیقات اخیر نشان داده‌اند که سلول‌های نوع I آلوئولی به طور فعال در سیگنالینگ ایمنی و پاسخ به آسیب مشارکت دارند، برخلاف تصور قبلی که آنها را صرفاً یک سد غیرفعال می‌دانستند.
ضخامت سد آلوئولی-مویرگی در گونه‌های مختلف پستانداران متفاوت است. به عنوان مثال، در موش‌ها حدود 0.1-0.2 میکرومتر و در انسان حدود 0.2-0.5 میکرومتر است.
در طول ورزش، جریان خون ریوی افزایش می‌یابد و فشار هیدرواستاتیک در مویرگ‌های آلوئولی بالا می‌رود، اما ساختار منحصر به فرد دیواره آلوئول‌ها از ادم ریوی جلوگیری می‌کند.
مطالعات میکروسکوپ الکترونی عبوری نشان داده‌اند که سلول‌های نوع I آلوئولی دارای پینوسیتوز وزیکل‌های متعددی هستند که در ترانس‌سایتوز مولکول‌ها نقش دارند.
در جنین انسان، آلوئول‌ها تا هفته 24-26 بارداری کاملاً تشکیل نمی‌شوند. این موضوع توضیح می‌دهد که چرا نوزادان بسیار نارس دچار مشکلات تنفسی شدید می‌شوند.
تحقیقات جدید با استفاده از میکروسکوپ سه‌بعدی الکترونی نشان داده‌اند که ساختار دیواره آلوئول‌ها بسیار پیچیده‌تر از آن چیزی است که قبلاً تصور می‌شد، با شبکه‌ای از کانال‌های بینابینی که ممکن است در هموستاز ریوی نقش داشته باشند.

## بافت‌شناسی
از نظر هیستولوژی (بافت‌شناسی) دیواره آلوئول (پنوموسیت) از سه نوع سلول اصلی تشکیل شده‌است.
- سلول نوع یک (پولکی): سلول مسئول تبادل گاز که شکل دیواره را تشکیل می‌دهد. این سلول‌ها از نوع بافت پوششی سنگفرشی تک لایه با ضخامت کم هستند و بیشترین سلول‌های ریه را تشکیل می‌دهند.
- سلول نوع دو: کوچک‌تر از نوع یک بوده و به مقدار کمتری در حبابک وجود دارد؛ این سلول‌ها دارای زوائد ریزی هستند و وظیفه تولید و ترشح سورفاکتانت ریوی را به عهده دارد. سورفاکتانت یا عامل سطح فعال در کاهش نیروی کشش سطحی آب موجود در حبابک‌ها مؤثر است.
- ماکروفاژ: وظیفه دفاع و فاگوسیتوز هر مهاجم خارجی واردشده به ریه هنگام تنفس (مثل باکتری) را دارد. این یاخته‌ها چون از خون گرفته شده‌اند از نوع بافت پیوندی هستند و قابلیت حرکت دارند. این سلول‌ها جز سلول‌های دیواره حبابک‌ها محسوب نمی‌شوند و در آب قرار دارند.

پنوموسیت‌های نوع I (Alveolar type I pneumocytes) که با نام علمی AT1 cells نیز شناخته می‌شوند، سلول‌های سنگفرشی بسیار نازکی هستند که حدود 95% سطح آلوئول‌ها را می‌پوشانند. ضخامت سیتوپلاسم این سلول‌ها در برخی مناطق به کمتر از 0.1 میکرومتر می‌رسد.
پنوموسیت‌های نوع II (Alveolar type II pneumocytes) یا AT2 cells، سلول‌های مکعبی شکل با قطر حدود 10 میکرومتر هستند که تنها 5% سطح آلوئولی را پوشش می‌دهند اما حدود 60% سلول‌های اپیتلیال آلوئولی را تشکیل می‌دهند.
AT1 cells دارای هسته‌های مسطح و بیضوی هستند که در ضخیم‌ترین بخش سلول (حدود 3-5 میکرومتر) قرار گرفته‌اند. هسته این سلول‌ها حاوی کروماتین متراکم است.
AT2 cells دارای هسته‌های گرد و مرکزی با کروماتین پراکنده هستند. این سلول‌ها دارای دستگاه گلژی توسعه یافته و شبکه آندوپلاسمی زبر گسترده‌ای می‌باشند.
غشای پایه زیر AT1 cells به طور کامل با غشای پایه اندوتلیال مویرگ‌ها ادغام شده و یک غشای پایه واحد تشکیل می‌دهد که ضخامت آن حدود 50-100 نانومتر است.
AT2 cells بر روی غشای پایه ضخیم‌تری قرار گرفته‌اند که حاوی کلاژن نوع IV، لامینین-511 و لامینین-332 است. این ترکیب خاص برای تمایز و عملکرد AT2 cells ضروری است.
AT1 cells فاقد اجسام لاملار هستند اما دارای وزیکول‌های پینوسیتوزی متعددی در نزدیکی غشای پایه و آپیکال می‌باشند. این وزیکول‌ها در ترانس‌سایتوز مولکول‌ها نقش دارند.
AT2 cells حاوی اجسام لاملار (Lamellar bodies) اختصاصی هستند که قطر آنها 1-2 میکرومتر است و به عنوان ذخیره‌گاه سورفاکتانت عمل می‌کنند. هر سلول AT2 حاوی 50-150 عدد از این اجسام است.
AT1 cells دارای شبکه گسترده‌ای از میکروتوبول‌ها و فیلامنت‌های حد واسط (عمدتاً ویمنتین و سیتوکراتین) هستند که به حفظ ساختار سلول کمک می‌کنند.
AT2 cells دارای سیستم سیتواسکلتونی توسعه یافته‌ای هستند که شامل فیلامنت‌های اکتین حلقوی در اطراف اجسام لاملار می‌باشد. این ساختار در ترشح سورفاکتانت نقش دارد.
AT1 cells دارای چین‌خوردگی‌های غشایی متعدد (plicae) هستند که سطح سلول را تا 50 برابر افزایش می‌دهند و به انتشار گازها کمک می‌کنند.
AT2 cells دارای میکروویلی‌های کوتاه و نامنظم در سطح آپیکال هستند که سطح تماس با هوای آلوئولی را افزایش می‌دهند.
AT1 cells دارای تعداد اندکی میتوکندری هستند که عمدتاً در نزدیکی هسته متمرکز شده‌اند. این ویژگی به کاهش ضخامت سیتوپلاسم برای انتشار گازها کمک می‌کند.
AT2 cells حاوی میتوکندری‌های فراوانی هستند که انرژی مورد نیاز برای سنتز سورفاکتانت و سایر عملکردهای متابولیکی را تأمین می‌کنند.
AT1 cells دارای اتصالات محکم (tight junctions) بسیار توسعه یافته‌ای هستند که از پروتئین‌های occludin، claudin-3، claudin-18 و ZO-1 تشکیل شده‌اند. این اتصالات مانع نشت مایع به فضای آلوئولی می‌شوند.
AT2 cells نیز دارای اتصالات محکم هستند اما نسبت به AT1 cells کمتر توسعه یافته‌اند. این سلول‌ها بیشتر حاوی اتصالات چسبنده (adherens junctions) و دسموزوم‌ها هستند.
AT1 cells به ندرت تقسیم می‌شوند و طول عمر آنها حدود 40-80 روز است. در صورت آسیب، این سلول‌ها عمدتاً از تمایز AT2 cells جایگزین می‌شوند.
AT2 cells توانایی تکثیر و تمایز به AT1 cells را دارند و به عنوان سلول‌های پیش‌ساز آلوئولی عمل می‌کنند. زمان تکثیر این سلول‌ها حدود 24-48 ساعت است.
AT1 cells در سیگنالینگ ایمنی و پاسخ به آسیب نقش دارند. این سلول‌ها می‌توانند سیتوکین‌های التهابی مانند IL-6 و IL-8 ترشح کنند.
AT2 cells علاوه بر تولید سورفاکتانت، در دفاع ایمنی ذاتی ریه نیز مشارکت دارند. این سلول‌ها می‌توانند پروتئین‌های ضد میکروبی مانند دفنسین‌ها و جمع‌کننده‌ها (collectins) ترشح کنند.

## بیماری‌های مرتبط
بیماری‌هایی که در ارتباط با مشکلات آلوئول هستند عبارتند از:
- سندرم زجر تنفسی نوزادان
- سندرم زجر تنفسی حاد (بزرگسالان)
- آمفیزم
- برونشیت مزمن
- فیبروز سیستیک
- پنومونی (سینه‌پهلو)

## نگارخانه

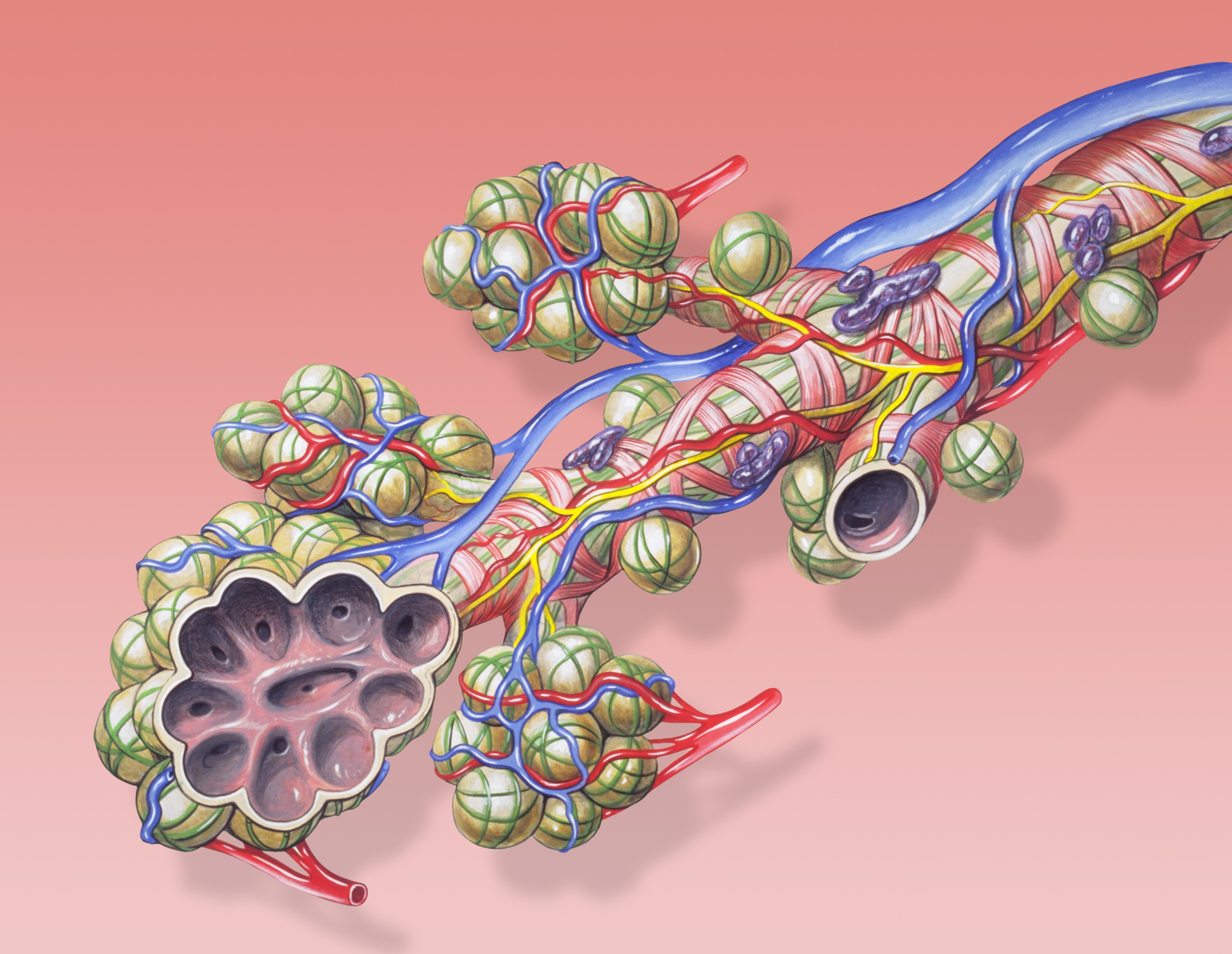